# Parinoush Saniee
Parinoush Saniee (Persa: پرینوش صنیعی; Teherán, 1949) es una socióloga, psicóloga y novelista iraní. Su novela El libro de mi destino (2003) inspirada en la historia de las mujeres que vivieron la Revolución Iraní durante su adolescencia, ha sido traducida a 26 idiomas convirtiéndose en la obra literaria con el mayor número de traducciones de un autor persa vivo.

## Trayectoria
Nació en el seno de una familia erudita. Estudió psicología en la Universidad de Teherán. No tuvo grandes complicaciones para continuar su educación hasta el doctorado. Desde lo que ella misma reconoce como una «posición privilegiada» comenzó una investigación académica que con el tiempo adquirió la forma de novela. Tenía 30 años cuando comenzaron los disturbios que provocaron la Revolución Islámica en Irán, trabajaba entonces en su tesis doctoral en Estados Unidos, pero las circunstancias le obligaron a regresar a casa. Antes de la revolución trabajaba como investigadora para el gobierno. En sus entrevistas con frecuencia dice que se considera más investigadora que novelista:

Yo no soy escritora sino investigadora, toda la vida he trabajado como socióloga, como psicóloga y como terapeuta familiar, y me di cuenta de que hay una generación de mujeres que no tuvieron oportunidades y que, sin embargo, lo dieron todo, cargaron con demasiadas responsabilidades: mantener a la familia en medio de la revolución, trabajar fuera cuando faltaba el hombre, perder a sus hijos en la guerra o el exilio. Dieron tanto de sí mismas, sacrificaron tanto, que se olvidaron de ellas. Y me sentí obligada. La mayoría se habían casado entre los 14 y 18 años, sin conocer a los maridos elegidos y cuando su corazón estaba en algún otro lugar, en algún chico del camino al colegio.
Parinoush Saniee

### El libro de mi destino
Decidió volcar el fruto de su investigación en una novela. Así nació El libro de mi destino (2003) en torno a la generación de mujeres que vivieron la Revolución durante su adolescencia.  En ella narra la historia de una niña que sólo aspira a estudiar para dar voz a las mujeres iraníes oprimidas por el fanatismo religioso. El destino de Masumeh va unido a las tradiciones ancestrales, al sometimiento a los varones de su familia, a un matrimonio impuesto, a los ideales políticos de su marido, a la Revolución iraní, a la lucha por sacar adelante a su familia, a la renuncia sistemática de sus necesidades para colmar las necesidades y los deseos de los demás, destaca la crítica.  El personaje es la suma de historias que Saniee había escuchado de sus pacientes y colegas.
En 2003 se imprimieron por primera vez 3.000 copias de la novela. La llegada al poder de Mahmud Ahmadineyad en 2005, trajo consigo nuevas prohibiciones para la novela, que fueron superadas gracias a la presión de varios autores y editores. Entre ellos, la premio Nobel de la Paz, Shirin Ebadi. La novela fue posteriormente traducida a 26 idiomas convirtiéndose en la obra literaria con el mayor número de traducciones de un autor persa vivo.
En 2016 se publicó su segunda novela en español, Una voz escondida, en la que explica la historia del pequeño Shahab, basada en el caso real de un niño que no habló hasta cumplir siete años.

## Vida personal
Es madre de dos hijos, ambos residentes fuera de Irán.

## Premios
- 2010 Premio Bocaccio a la mejor novela extranjera en Italia.[6]

## Publicaciones
- Sahm-e man («El libro de mi destino») (2003) Traducido al español por Gemma Rovira Ortega. Ed. Salamandra (2014)
- Una voz escondida Traducido al español por Carlos Mayor. Editorial Salamandra (2016)
- Los que se van y los que se quedan Traducido al español por M. Dolores Torres París. Alianza Editorial (2022)